# 大鹿歌舞伎

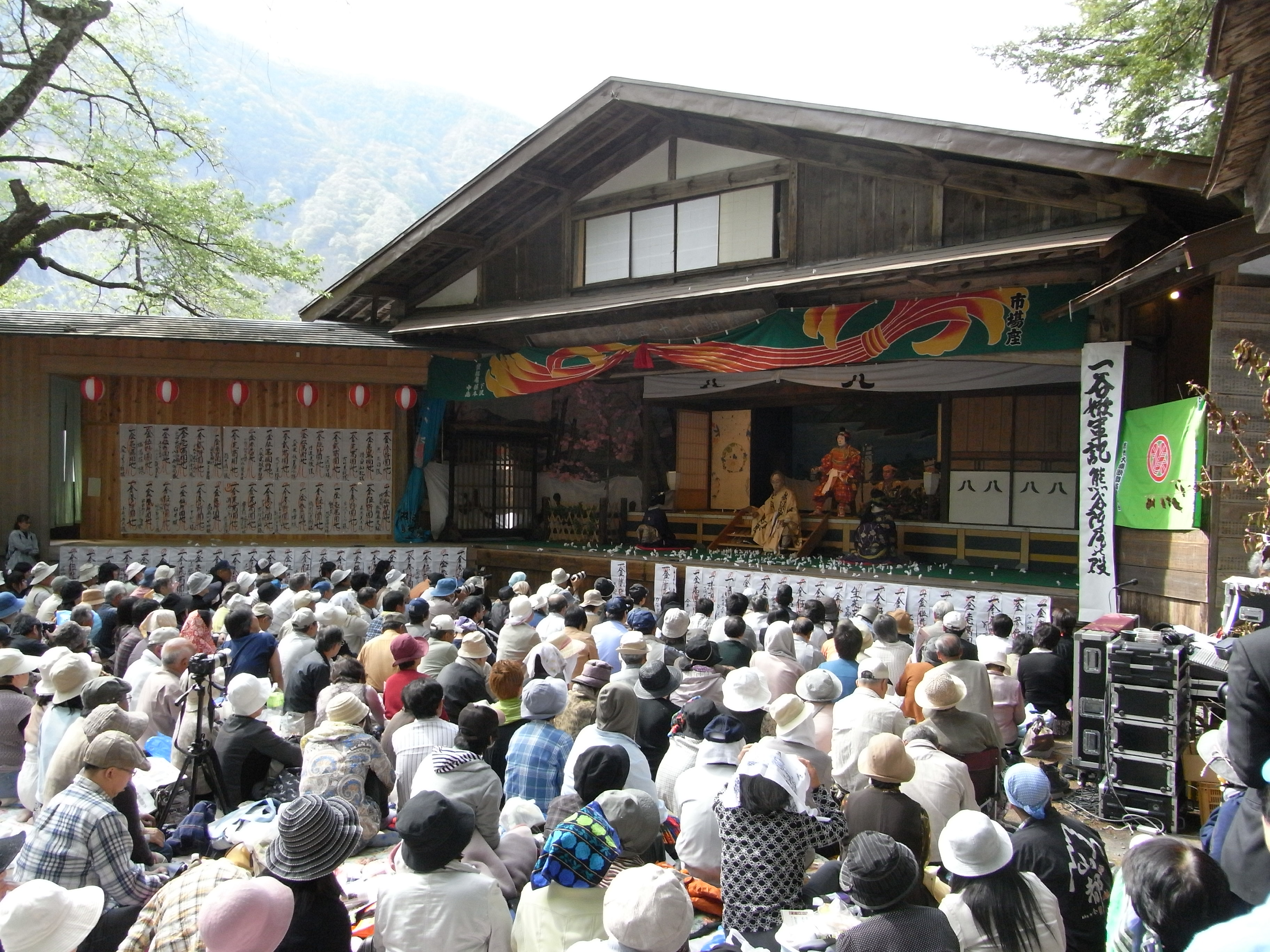
大磧神社舞台で行なわれている『一谷嫩軍記』の様子（春の定期公演）

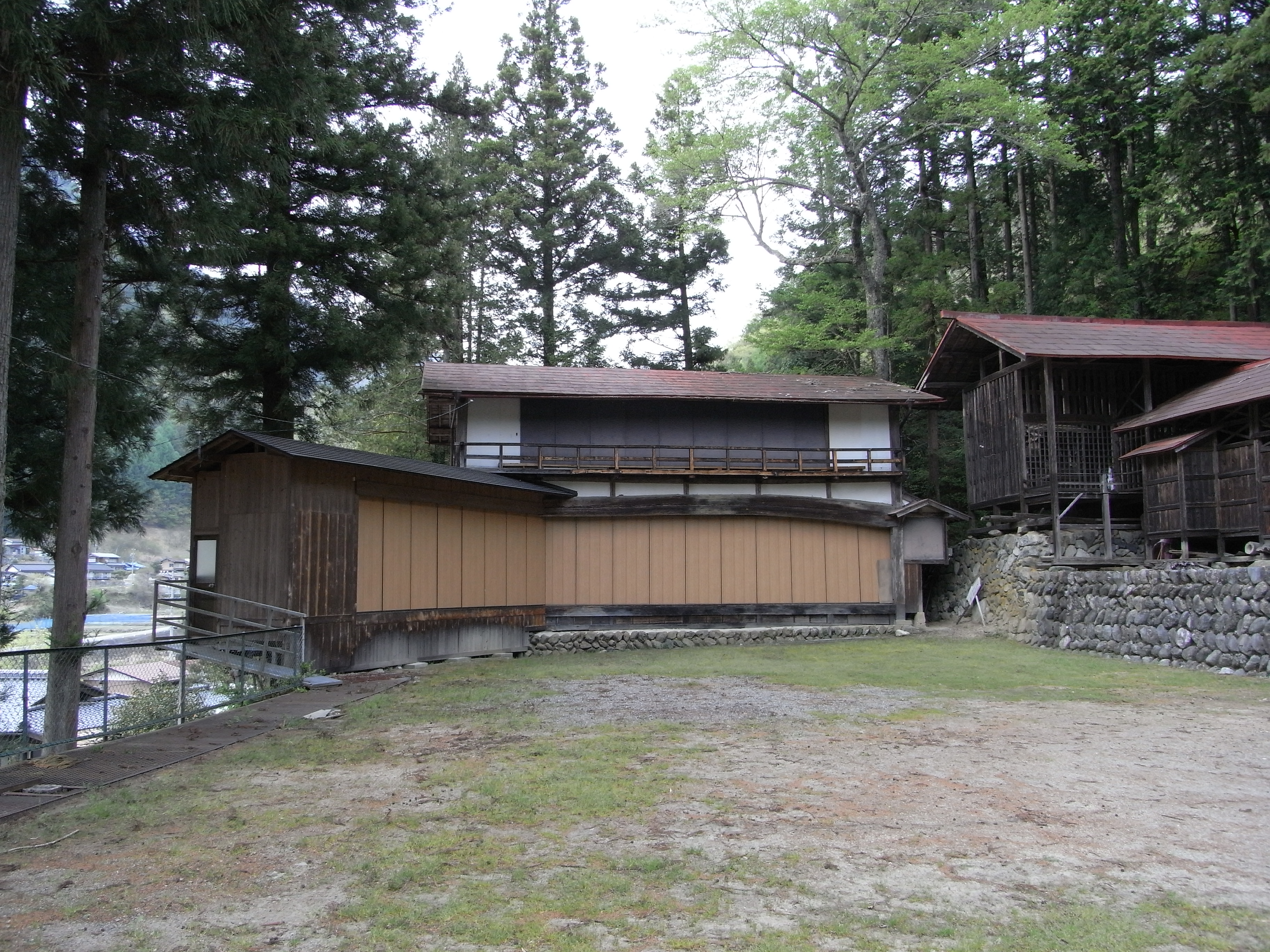
市場神社舞台（秋の定期公演で使用される）

大鹿歌舞伎（おおしかかぶき）は、長野県下伊那郡大鹿村に伝承されている地芝居。国の重要無形民俗文化財。

## 概要
文書上の記録として初めて登場するのは、明和4年（1767年）、大河原村名主前島家の作方日記帳に、大鹿で地芝居が上演されたという記述である。江戸時代、素人の歌舞伎上演は禁制だったものの、奉納芝居の形で伝承され、庶民の娯楽として300年にわたり上演されてきた。
現在では春と秋の1年2回の定期公演が行われる。春の定期公演は5月3日に大河原の大磧神社舞台、秋の定期公演は10月第3日曜日に鹿塩の市場神社舞台が会場として使用される。
古くは村内に13の舞台があったとされるが、現在歌舞伎に使用できる舞台は4か所である。大磧神社と市場神社のほか、葦原神社（鹿塩梨原）の舞台と野々宮神社（大河原上蔵）の舞台がある。葦原神社の舞台は御柱祭が行われる寅申年にのみ歌舞伎が上演される。野々宮神社の舞台はほとんど使用されていない。
上演外題は30演目以上にのぼる。その中で『六千両後日之文章重忠館の段』は大鹿村にのみ伝わる外題である。六千両は6人の千両役者の意であるとされ、できるだけ多くの村人が主役になれるよう工夫されたものだという。役者だけでなく、太夫（浄瑠璃弾き語り）、下座、黒衣、化粧、着付、床山などすべて大鹿歌舞伎愛好会のメンバーが行うのが特徴である。
1977年に長野県無形民俗文化財に指定、1996年には選択無形民俗文化財に選択される。さらに2000年3月には、地芝居として初めて国立文楽劇場での上演を果たした。2017年に国の重要無形民俗文化財に指定される。2008年1月10日にはNHK総合で大鹿歌舞伎をもとに大鹿村でロケを行ったドラマ『おシャシャのシャン!』が放送された。また、2011年には歌舞伎とそれにまつわる騒動を描いた『大鹿村騒動記』として映画化された。
歌舞伎や能は民俗芸能に発し、舞台芸術となったが、再び郷土舞台芸として村落に回帰した。同様の例として山形県の黒川能、岐阜県本巣市根尾能郷の能郷能、三重県伊勢市の馬瀬狂言がある。